# Escudo de Oldemburgo
El escudo de armas de Oldemburgo es el escudo asociado con el estado de Oldemburgo, un condado, ducado y gran ducado, que existió entre 1180 y 1918, y asociado con la parte de la Casa de Oldemburgo que gobernó el estado. El escudo de armas reconocía las enteras adquisiciones del estado en esos años. Varias ramas utilizaron varias armas menores. El escusón fue utilizado en la enseña del estado de 1893 hasta 1918/1921.

## Diseño
El escudo principal muestra las armas de:
- Reino de Noruega (superior-izquierda);
- Ducado de Schleswig (superior-derecha);
- Ducado de Holstein (medio-izquierda);
- Territorio de Stormarn (medio-derecha);
- Territorio de Dithmarschen (inferior-izquierda);
- Señorío de Kniphausen (inferior-derecha).

El escusón muestra las armas de:
- Condado de Oldemburgo (armas de la familia, superior-izquierda);
- Condado de Delmenhorst (armas de la familia; superior-derecha);
- Obispado Principesco de Lübeck (principado de Eutin, inferior-izquierda);
- Principado de Birkenfeld (inferior-derecha);
- Señorío de Jever (inferior-centro).